# El círculo de los famosos
El círculo de los famosos fue la versión española del popular concurso internacional The Wheel. Para conseguir el premio es necesario superar las 7 categorías de la noche cerrando el círculo. El programa se emite en Antena 3 desde 2023 y es presentado por Juanra Bonet.

## Equipo
| Cadena       |      | Programas      |
| Año          | 2023 | Programas      |
| ------------ | ---- | -------------- |
| Juanra Bonet |      | Programa 1 - 8 |

## Mecánica
En cada turno, un concursante elegido al azar tendrá que responder a una pregunta hasta completar el círculo, cada uno de los 7 famosos es experto en una categoría, el círculo girará para seleccionar el tema y el famoso que ayudará al concursante. El experto en la categoría seleccionada se marcará en dorado y otro invitado, elegido por el concursante, será marcado en rojo.
Cada respuesta correcta sumará 3.000€, pero si se detiene en el famoso señalado en dorado sumará 6.000€. Sin embargo, si cae en la celebridad marcada en rojo o la respuesta es incorrecta, el concursante pierde el turno y descenderá al círculo de los concursantes y volverá a girar para seleccionar de nuevo a un concursante al azar, que puede ser el mismo u otro. El concursante que logre responder correctamente la última categoría de la noche pasará a la pregunta final.
Solo tendrá una oportunidad de responder. Podrá llevarse todo el dinero acumulado, doblar la cantidad o quedarse con la mitad.

## Audiencias
| Temporada | Temporada | Episodios | Estreno              | Final               | Audiencia media | Audiencia media |
| Temporada | Temporada | Episodios | Estreno              | Final               | Espectadores    | Cuota           |
| --------- | --------- | --------- | -------------------- | ------------------- | --------------- | --------------- |
|           | 1         | 8         | 8 de febrero de 2023 | 29 de marzo de 2023 | 1 122 000       | 11,8%           |

### Temporada 1
| Programas emitidos | Programas emitidos | Programas emitidos | Programas emitidos    | Programas emitidos | Programas emitidos                  | Programas emitidos   | Programas emitidos | Programas emitidos | Programas emitidos | Programas emitidos | Programas emitidos |
| ------------------ | ------------------ | ------------------ | --------------------- | ------------------ | ----------------------------------- | -------------------- | ------------------ | ------------------ | ------------------ | ------------------ | ------------------ |
| N.º                | Fecha de emisión   | Famosos invitados  | Famosos invitados     | Famosos invitados  | Famosos invitados                   | Famosos invitados    | Famosos invitados  | Famosos invitados  | Audiencia          | Share              |                    |
| 1                  | 08/02/2023         | Adriana Abenia     | Adriana Torrebejano   | Antonio Resines    | Boris Izaguirre                     | Lorena Castell       | Lorenzo Caprile    | Pepe Reina         | 1 608 000          | 16,0%              |                    |
| 2                  | 15/02/2023         | Lolita             | Martita de Graná      | Miki Nadal         | Mónica Cruz                         | Pepe Rodríguez       | Poty Castillo      | Samantha Hudson    | 1 109 000          | 11,4%              |                    |
| 3                  | 22/02/2023         | Ana Morgade        | David Fernández Ortiz | Feliciano López    | María Pombo                         | Raúl Pérez Ortega    | Roberto Brasero    | Rosa López         | 1 172 000          | 12,8%              |                    |
| 4                  | 01/03/2023         | Ana Obregón        | Elena Furiase         | Falete             | Gonzo                               | Goyo Jiménez         | Julio Iglesias Jr. | Llum Barrera       | 1 122 000          | 11,5%              |                    |
| 5                  | 08/03/2023         | Antonio Orozco     | Carmen Jordá          | Eva González       | Fernando Morientes                  | Manuel Díaz González | Mar Flores         | Ona Carbonell      | 1 092 000          | 11,2%              |                    |
| 6                  | 15/03/2023         | Anabel Alonso      | Damián Mollá          | Jorge Sanz         | Juan Ibáñez Pérez                   | Marta Hazas          | Melani Olivares    | Sandra Golpe       | 821 000            | 8,8%               |                    |
| 7                  | 22/03/2023         | Anne Igartiburu    | Boticaria García      | Cepeda             | Chenoa                              | Óscar Martínez       | Héctor de Miguel   | Roberto Leal       | 889 000            | 10,7%              |                    |
| 8                  | 29/03/2023         | Alberto Chicote    | Bibiana Fernández     | David Bustamante   | Miguel Ángel Rodríguez «El Sevilla» | Fernando Romay       | Loles León         | María del Monte    | 1 164 000          | 12,3%              |                    |